# Трояни (Білицька селищна громада)
Трояни́ — село в Україні, у Білицькій селищній громаді Полтавського району Полтавської області. Населення становить 196 осіб.

## Історія
12 червня 2020 року, відповідно до розпорядження Кабінету Міністрів України № 721-р «Про визначення адміністративних центрів та затвердження територій територіальних громад Полтавської області», село увійшло до складу Білицької селищної громади.
19 липня 2020 року, в результаті адміністративно - територіальної реформи та ліквідації  Кобеляцького району, село увійшло до складу новоутвореного Полтавського району.

## Населення

### Мова
Розподіл населення за рідною мовою за даними :
| Мова       | Кількість | Відсоток |
| ---------- | --------- | -------- |
| українська | 193       | 98.47%   |
| румунська  | 2         | 1.02%    |
| російська  | 1         | 0.51%    |
| Усього     | 196       | 100%     |

## Географія
Село Трояни знаходиться за 2 км від правого берега річки Великий Кобелячок, примикає до сіл Марківка та Дзюбанівка (Кременчуцький район). Через село проходить автомобільна дорога Н31.

## Галерея

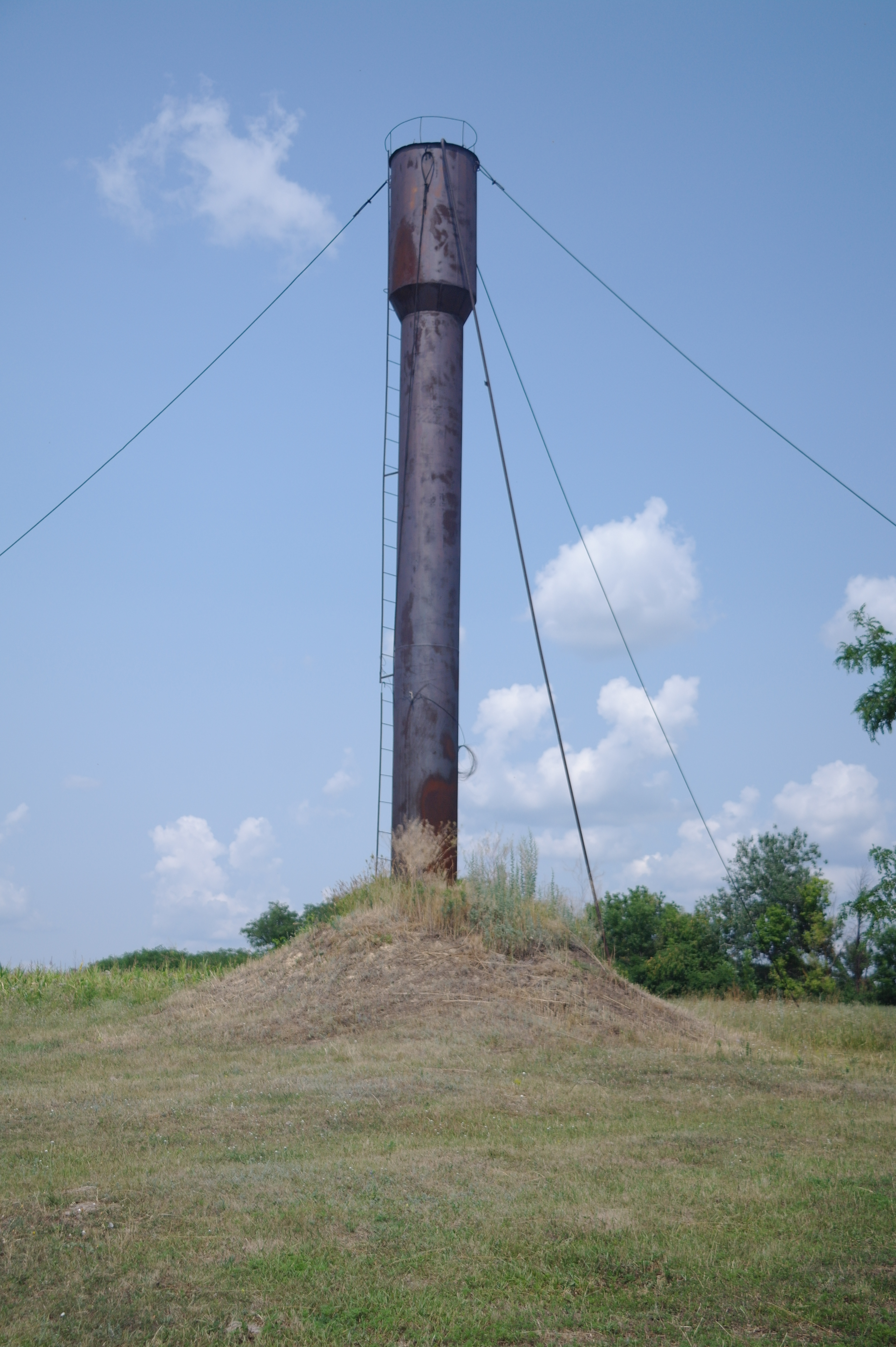
Башта водопостачання
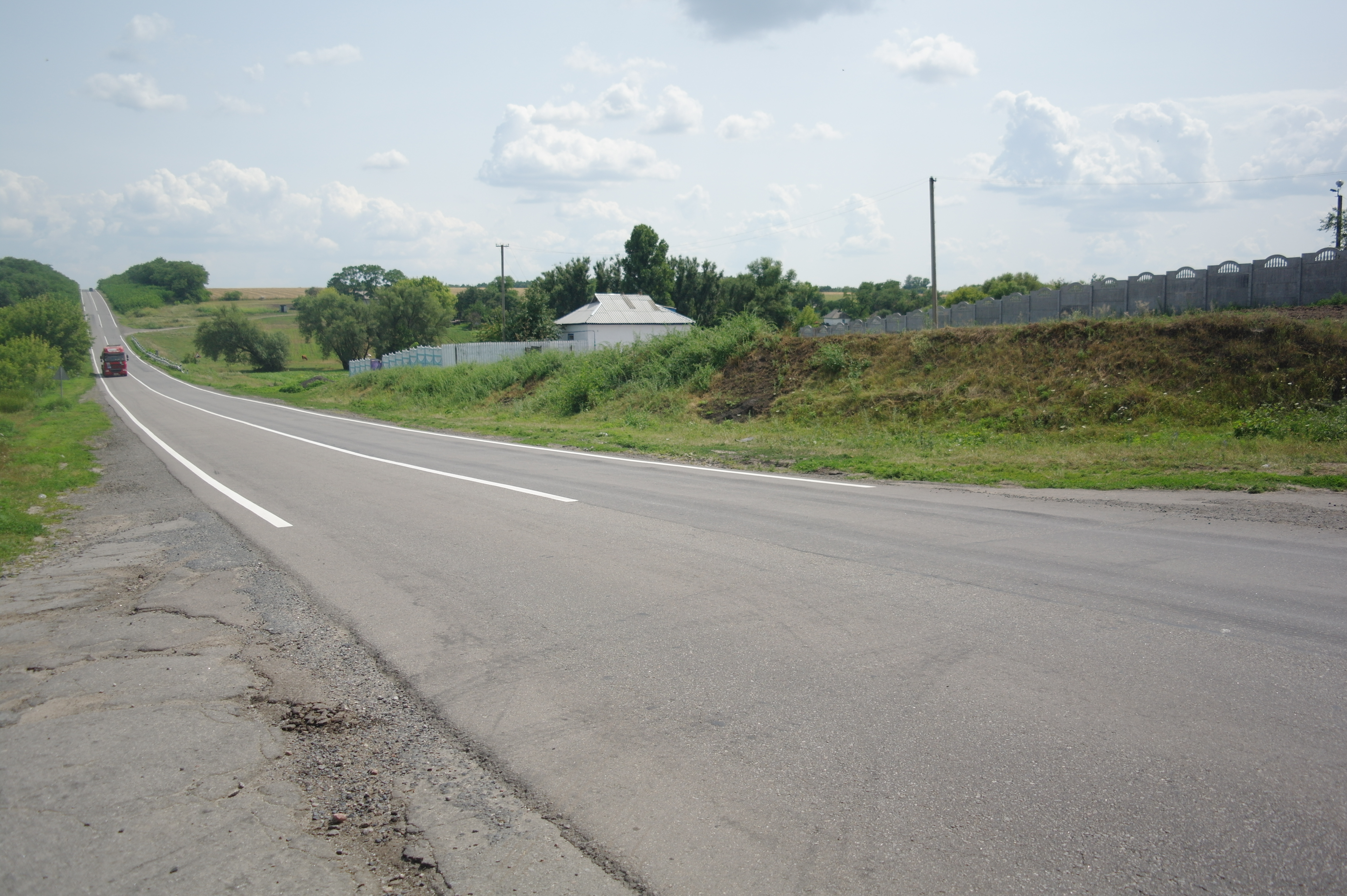
Село межує з трасою Київ - Дніпро
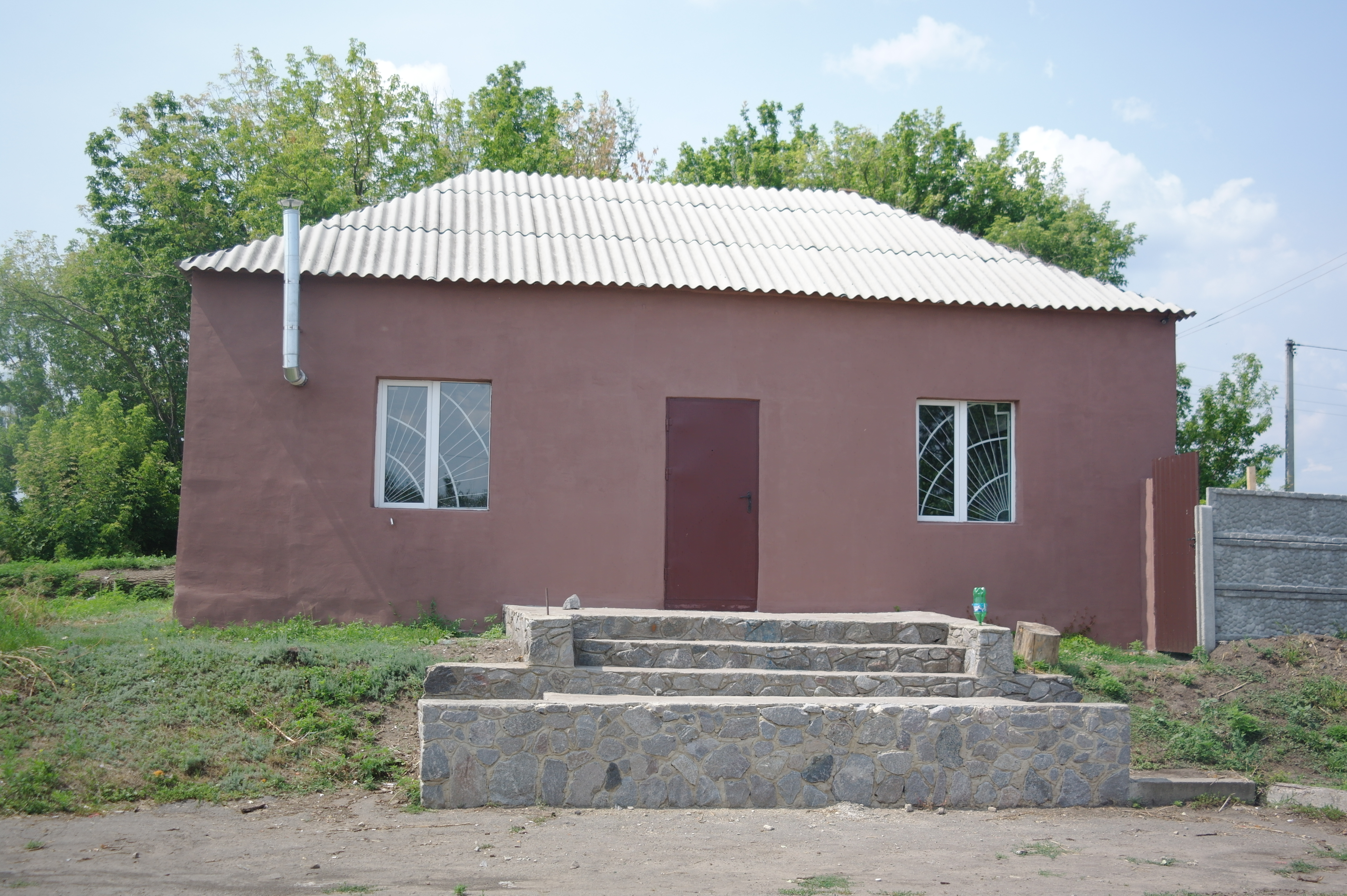
Магазин
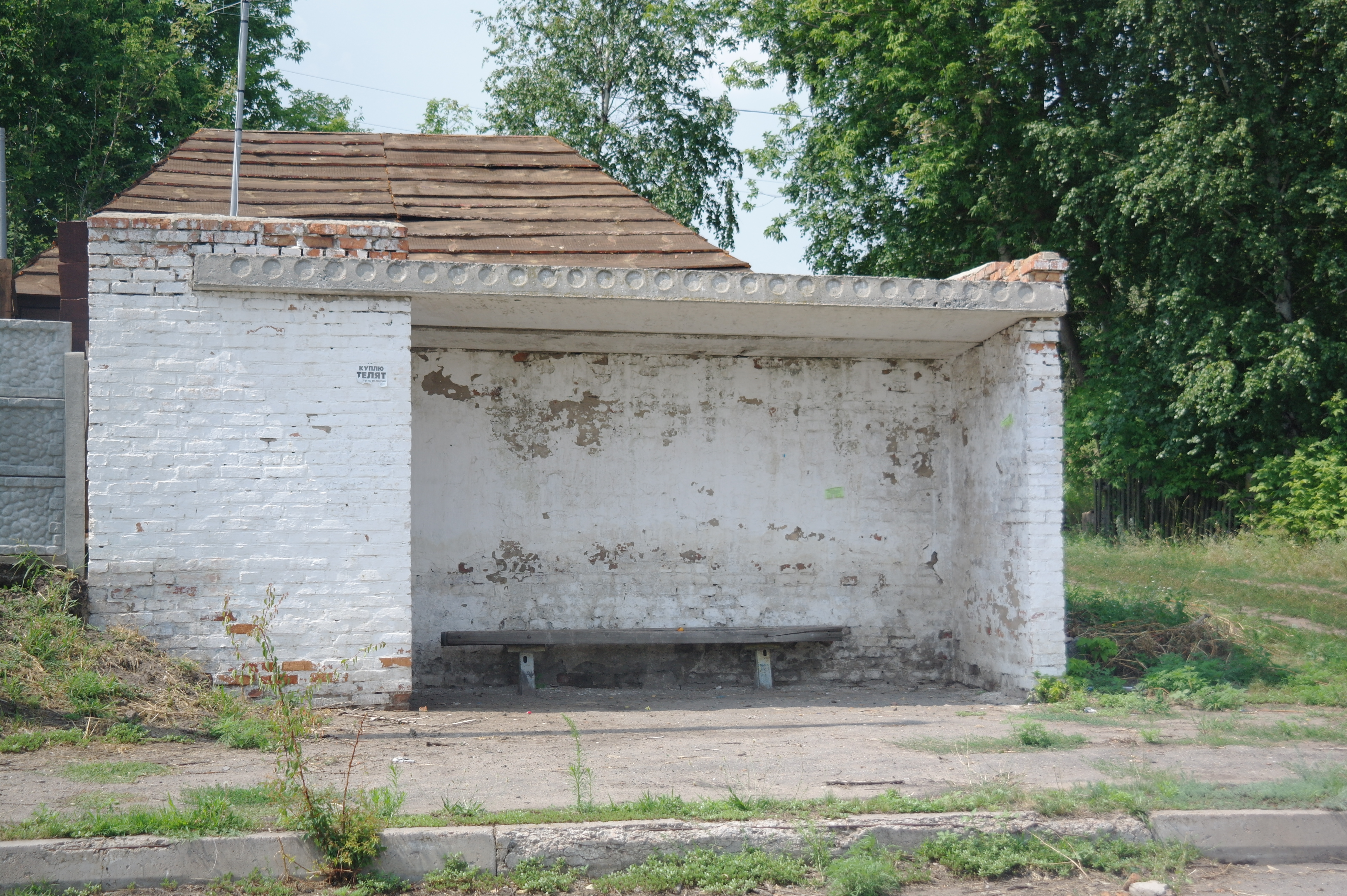
Зупинка
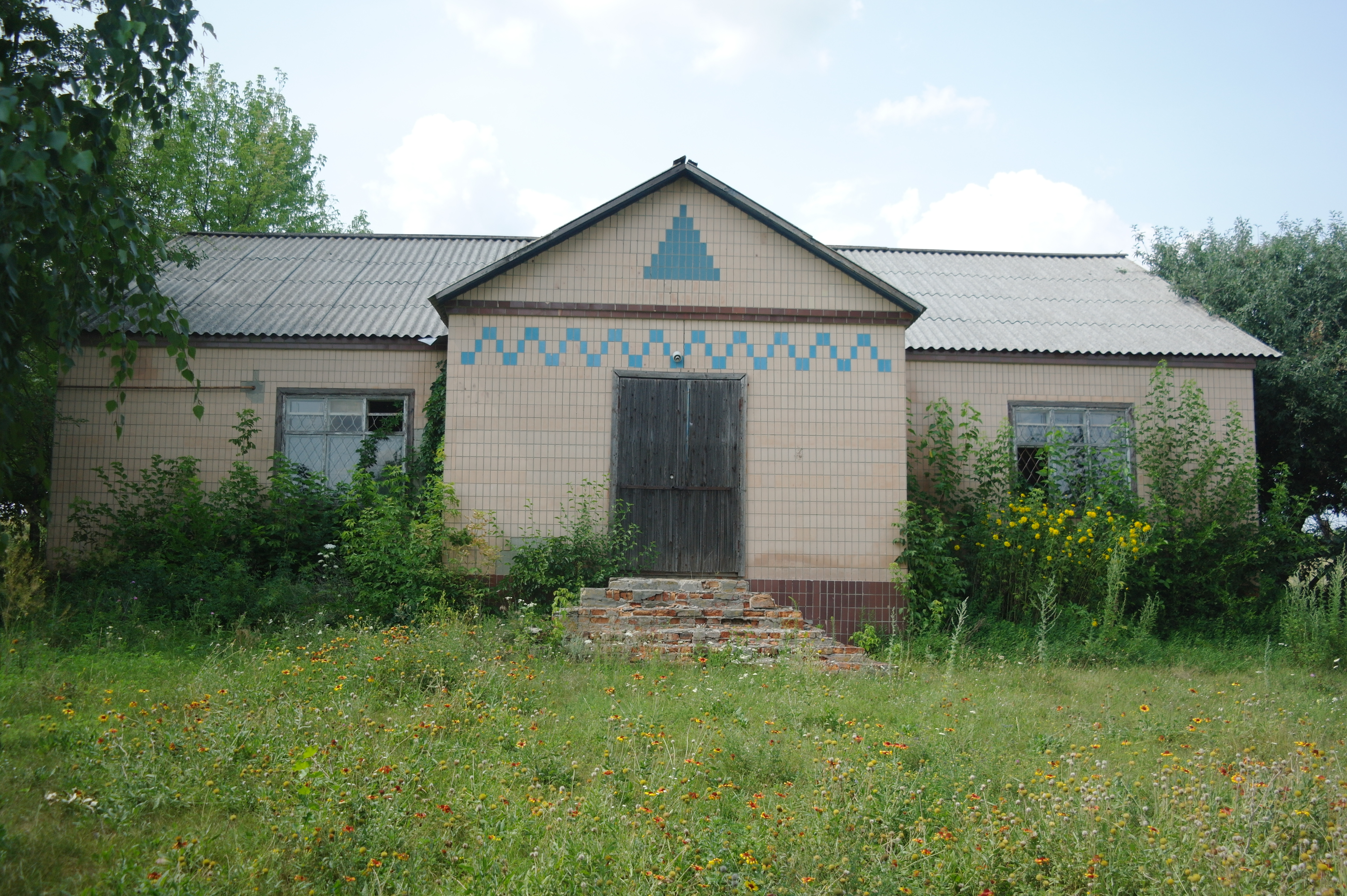
Контора
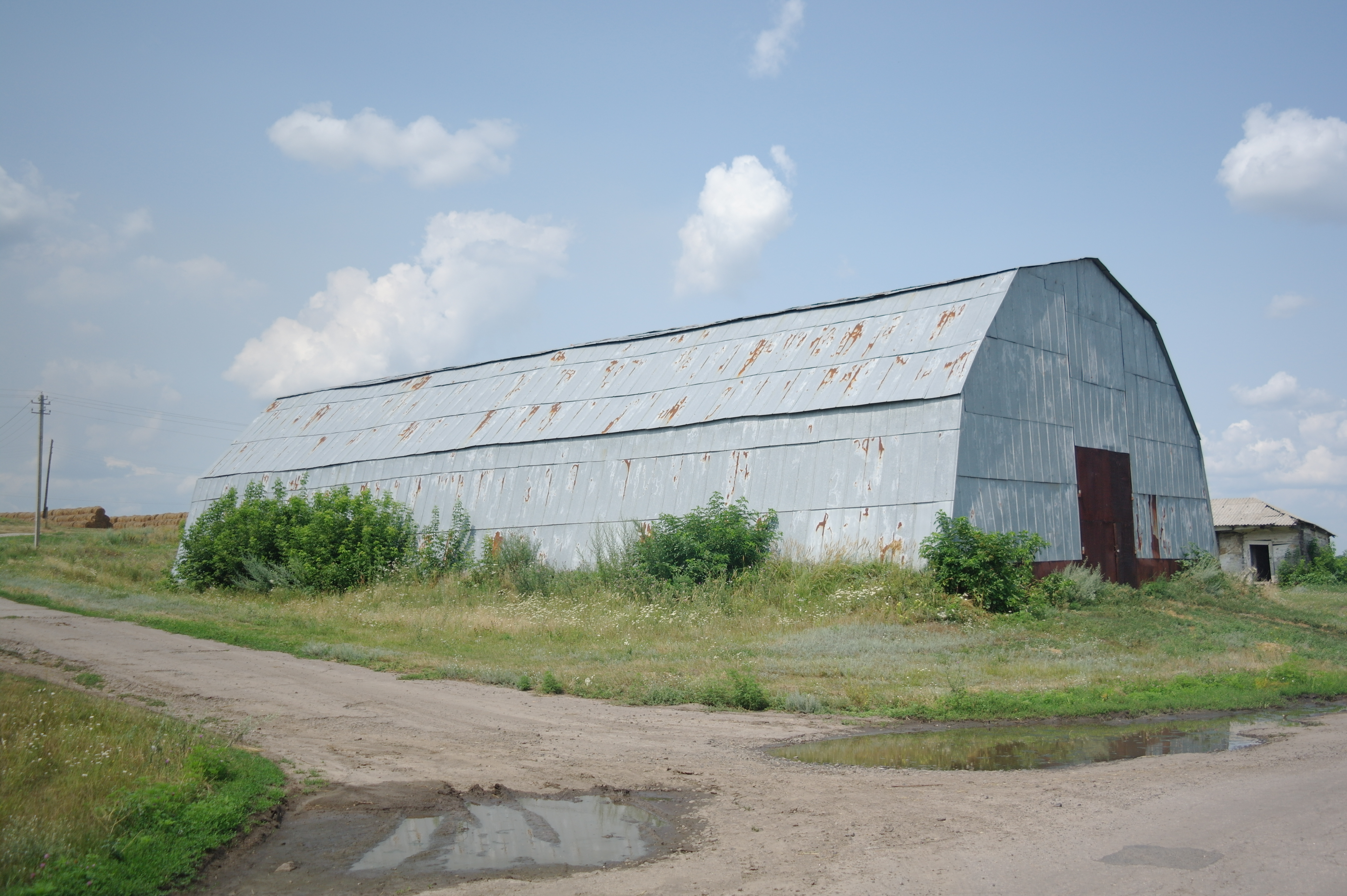
Сільське господарство
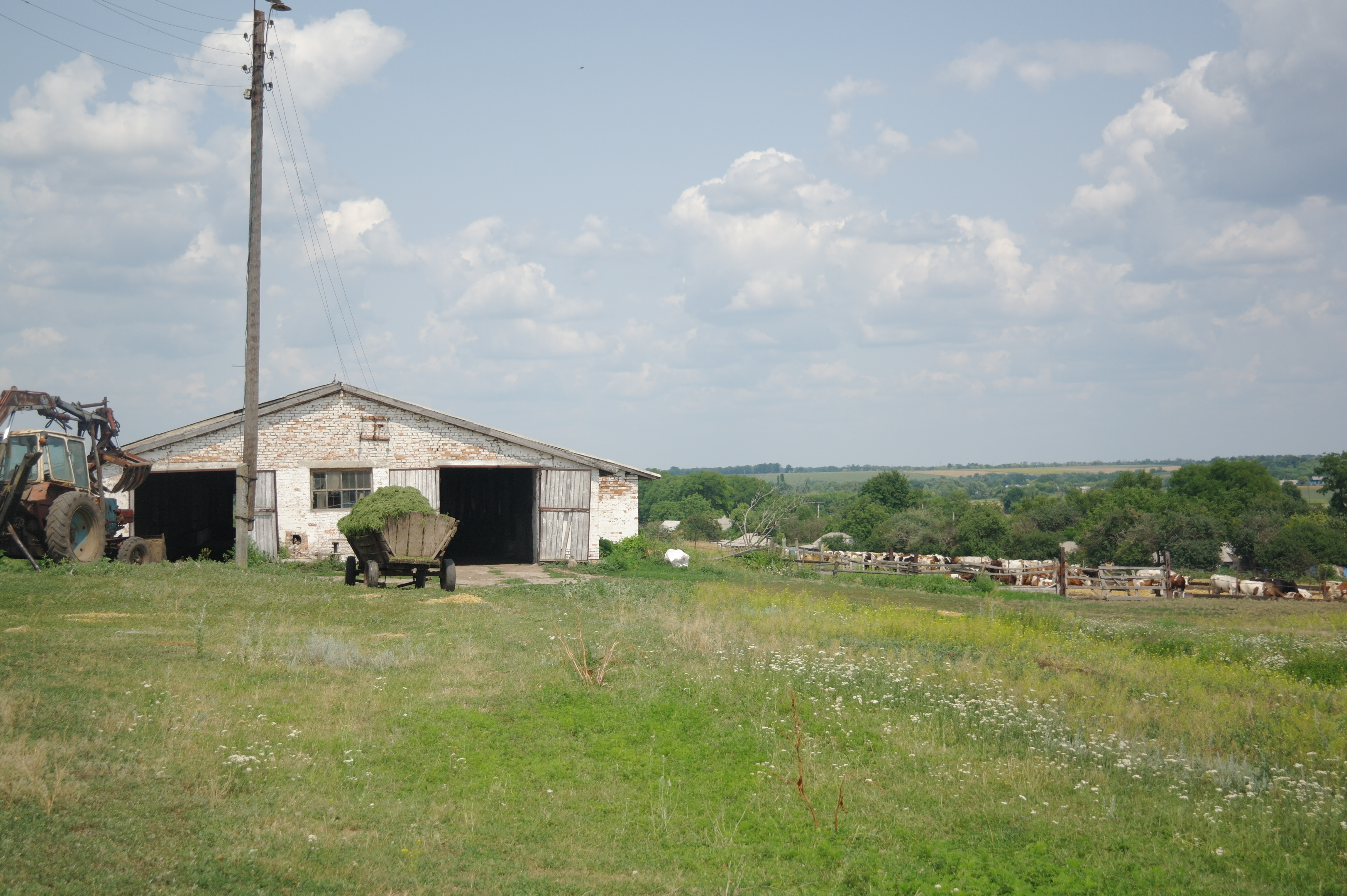
Корівник